# Magnolia Network (Canada)
Magnolia Network est une chaîne de télévision canadienne spécialisée de langue anglaise détenue par Rogers Sports & Media, centrée sur les projets de rénovation domiciliaire à faire soi-même. De 2009 à 2024, la chaîne était une coentreprise entre Corus Entertainment (80,24 % et associé directeur) et Warner Bros. Discovery (qui détient les 19,76 % restants).

## Histoire
Alliance Atlantis a obtenu une licence en 2000 pour le service D.I.Y. Television qui n'a pas été lancé, ainsi qu'une licence pour The Luxe Network qui, après que Scripps ait acheté 19,76 % des parts, a été lancé le 3 septembre 2004 sous le nom de Fine Living Canada (en), diffusant la programmation de Fine Living aux États-Unis.
Le 18 janvier 2008, CW Media (Canwest et Goldman Sachs) fait l'acquisition de Alliance Atlantis. Sous les dettes, Shaw Communications fait l'acquisition de CW Media le 27 octobre 2010 et DIY Network fait maintenant partie de Shaw Media.

Logo de DIY Network de 2009 à 2022.

En juin 2009, Scripps annonce que Fine Living deviendra Cooking Channel en 2010. Canwest a alors décidé de mettre fin à la licence de Fine Living et d'utiliser la licence pour DIY Television qui a été renouvelée depuis 2005 par Alliance Atlantis. Le 19 octobre 2009, Fine Living Canada a été remplacé par DIY Network Canada.
Depuis le 1er avril 2016, Shaw Media appartient désormais à Corus Entertainment.
Le 1er mars 2022, il a été annoncé que DIY Network serait relancé en tant que version canadienne de Magnolia Network, l'incarnation actuelle de l'homologue américain de la chaîne, le 28 mars 2022. Comme aux États-Unis avant son propre lancement linéaire en janvier 2022, le contenu de Magnolia Network était disponible via Discovery+ lors de son lancement canadien en octobre 2021 (qui avait Corus comme partenaire).
La chaîne remplit sa mission de contenu canadien en diffusant des émissions répétées de la programmation existante de la librairie de HGTV Canada et ne présente aucune nouvelle programmation canadienne unique à Magnolia.

### Rogers Média
En juin 2024, Warner Bros. Discovery met fin à son entente commerciale avec Corus à la fin 2024, ayant signé un contrat lucratif avec Rogers. Corus décide de discontinuer la chaîne le 31 décembre 2024 à 23 h 59. Rogers lancera sa version de Magnolia le 1er janvier 2025, que seuls Rogers et Shaw Direct offriront au lancement.